# All Access Pass
All Access Pass è il primo DVD musicale di Hilary Duff. Dalla durata di un'ora, il DVD fu pubblicato il 4 novembre 2003 negli USA e in Canada. 
L'album ebbe un grande successo, ottenendo due dischi di platino negli USA e quattro dischi di platino in Canada.

## Contenuti
Il DVD contiene:
- Video Musicali: I Can't Wait, Why Not e So Yesterday.
- Dietro le quinte di: Why Not e So Yesterday.
- In sala di registrazione per l'album Metamorphosis.
- Versione acustica di diversi brani, cantanti per Sessions@AOL.
- Photo gallery, filmati esclusivi e biografia.